# Spering
Spering är ett berg i Österrike. Det är beläget i distriktet Kirchdorf och förbundslandet Oberösterreich, i den centrala delen av landet, 170 km väster om huvudstaden Wien. Toppen på Spering är 1 605 meter över havet, eller 147 meter över den omgivande terrängen. Bredden vid basen är 1,3 km. Spering ingår i Sengsengebirge.
Terrängen runt Spering är bergig åt sydväst, men åt nordost är den kuperad. Närmaste större samhälle är Micheldorf in Oberösterreich, 9,4 km nordväst om Spering. 
I omgivningarna runt Spering växer i huvudsak blandskog. Runt Spering är det ganska glesbefolkat, med 45 invånare per kvadratkilometer.